# Grijskopnon
De grijskopnon (Lonchura caniceps) is een zangvogel uit de familie van de prachtvinken (Estrildidae).

## Verspreiding en leefgebied
Deze soort is endemisch in Nieuw-Guinea en telt 3 ondersoorten:
- Lonchura caniceps caniceps: de zuidkust van zuidoostelijk Nieuw-Guinea.
- Lonchura caniceps scratchleyana: de bergen van zuidoostelijk Nieuw-Guinea.
- Lonchura caniceps kumusii: de noordkust van zuidoostelijk Nieuw-Guinea.